# 鄭盛煥
鄭盛煥（韓語：정성환，1976年7月22日—），韓國男演員。1995年SBS第5期公開選拔演員。

## 演出作品

### 電視劇
- 1995年：SBS《墮落天使》
- 1997年：KBS《我心中的天使》
- 2002年：KBS《張禧嬪》
- 2002年：MBC《羅曼史》飾 李殷碩
- 2003年：SBS《太陽深處》飾 李承赫
- 2004年：KBS《海神》
- 2005年：SBS《幸福女人花》
- 2006年：SBS《101次求婚》飾 鄭宇石
- 2007年：SBS《說客》
- 2009年：SBS《綠色馬車》飾 徐政河
- 2014年：SBS《只屬於我的你》飾 李俊夏

### 電影
- 2002年：《鬼鈴》飾 車鎮宇

## 外部連結
- EPG 